# Граф Мура
Граф Мура — регулярный граф степени {\displaystyle d} и диаметром {\displaystyle k}, число вершин которого равно верхней границе
{\displaystyle 1+d\sum _{i=0}^{k-1}(d-1)^{i}.}
Эквивалентное определение графа Мура — это граф диаметра {\displaystyle k} с обхватом {\displaystyle 2k+1}. Ещё одно эквивалентное определение графа Мура {\displaystyle G} — это граф с обхватом {\displaystyle g=2k+1}, имеющий в точности {\displaystyle {\frac {n}{g}}(m-n+1)} циклов длины {\displaystyle g}, где {\displaystyle n}, {\displaystyle m} — число вершин и рёбер графа {\displaystyle G}. Графы, фактически, экстремальны по отношению к числу циклов, длина которых равна обхвату графа.
Графы названы Аланом Хоффманом и Робертом Синглтоном именем Эдварда Мура, который поставил вопрос описания и классификации таких графов.
Имея максимально возможное число вершин для заданной комбинации степени и диаметра, графы Мура имеют минимально возможное число вершин для регулярных графов с заданной степенью и обхватом. Таким образом, любой граф Мура является клеткой. Формула для числа вершин графа Мура может быть обобщена для возможности определения графов Мура с чётным обхватом, и эти графы снова являются клетками.

## Границы числа вершин по степени и диаметру

Граф Петерсена как граф Мура. Любое дерево поиска в ширину имеет вершин в его i-ом уровне.

Пусть {\displaystyle G} — любой граф с максимальной степенью {\displaystyle d} и диаметром {\displaystyle k}, тогда возьмём дерево, образованное поиском в ширину, с корнем в вершине {\displaystyle v}. Это дерево имеет 1 вершину уровня 0 (сама вершина {\displaystyle v}), и максимум {\displaystyle d} вершин уровня 1
(соседи вершины {\displaystyle v}). На следующем уровне имеется максимум {\displaystyle d(d-1)} вершин — каждый сосед вершины {\displaystyle v} использует одно ребро для соединения с вершиной {\displaystyle v}, так что имеет максимум {\displaystyle d-1} соседей уровня 2. В общем случае подобные доводы показывают, что на любом уровне {\displaystyle 1\leq {i}\leq {k}} может быть не больше {\displaystyle d(d-1)^{i}} вершин. Таким образом, общее число вершин может быть не больше
{\displaystyle 1+d\sum _{i=0}^{k-1}(d-1)^{i}.}
Хоффман и Синглтон первоначально определили граф Мура как граф, для которого эта граница числа вершин достигается. Таким образом, любой граф Мура имеет максимально возможное число вершин среди всех графов, в которых степень не превосходит {\displaystyle d}, диаметр — {\displaystyle k}.
Позднее Синглтон показал, что графы Мура можно эквивалентно определить как граф, имеющий диаметр {\displaystyle k} и обхват {\displaystyle 2k-1}. Эти два требования комбинируются, из чего выводится d-регулярность графа для некоторого {\displaystyle d}.

## Графы Мура в качестве клеток
Вместо верхней границы числа вершин в графе в терминах его максимальной степени и диаметра мы можем использовать нижнюю границу числа вершин в терминах минимальной степени и обхвата . Предположим, что граф {\displaystyle G} имеет минимальную степень {\displaystyle d} и обхват {\displaystyle 2k+1}. Выберем произвольную начальную вершину {\displaystyle v} и, как и прежде, представим дерево поиска в ширину с корнем в {\displaystyle v}. Это дерево должно иметь одну вершину уровня 0 (сама вершина {\displaystyle v}) и по меньшей мере {\displaystyle d} вершин на уровне 1. На уровне 2 (для {\displaystyle k>1}), должно быть по меньшей мере {\displaystyle d(d-1)} вершин, поскольку каждая вершина на уровне {\displaystyle l} имеет по меньшей мере {\displaystyle d-1} оставшихся связей, и никакие две вершины уровня 1 не могут быть смежными или иметь общие вершины уровня 2, поскольку создался бы цикл, более короткий, чем обхват. В общем случае похожие доводы показывают, что на любом уровне {\displaystyle 1\leq {i}\leq {k}} должно быть по меньшей мере {\displaystyle d(d-1)^{i}} вершин. Таким образом, общее число вершин должно быть не менее
{\displaystyle 1+d\sum _{i=0}^{k-1}(d-1)^{i}.}
В графе Мура это число вершин достигается. Каждый граф Мура имеет обхват в точности {\displaystyle 2k+1} — он не имеет достаточно вершин, чтобы иметь больший обхват, а более короткий цикл привёл бы к недостатку вершин в первых {\displaystyle k} уровнях некоторых деревьев поиска в ширину.
Таким образом, любой граф Мура имеет минимально возможное число вершин среди всех графов с минимальной степенью {\displaystyle d} и диаметром {\displaystyle k} — он является клеткой.
Для чётного обхвата {\displaystyle 2k} можно образовать аналогичное дерево поиска в ширину, начиная с середины одного ребра. Получаем границу минимального числа вершин в графе этого обхвата с минимальной степенью {\displaystyle d}
{\displaystyle 2\sum _{i=0}^{k-1}(d-1)^{i}=1+(d-1)^{k-1}+d\sum _{i=0}^{k-2}(d-1)^{i}.}
Таким образом, в графы Мура иногда включаются графы, на которых данная граница достигается. Снова любой такой граф является клеткой.

## Примеры
Теорема Хоффмана — Синглтона утверждает, что любой граф Мура с обхватом 5 должен иметь степень 2, 3, 7 или 57. Графами Мура являются:
- Полные графы {\displaystyle K_{n}} с n > 2 вершинами. (диаметр 1, обхват 3, степень n-1, порядок {\displaystyle n})
- Нечётные циклы {\displaystyle C_{2n+1}}. (диаметр {\displaystyle n}, обхват {\displaystyle 2n+1}, степень 2, порядок 2n+1)
- Граф Петерсена. (диаметр 2, обхват 5, степень 3, порядок 10)
- Граф Хоффмана — Синглтона. (диаметр 2, обхват 5, степень 7, порядок 50)
- Гипотетический граф с диаметром 2, обхватом 5, степенью 57 и порядком 3250, в настоящее время неизвестно, существует ли такой.

Хигман показал, что, в отличие от других графов Мура, неизвестный граф не может быть вершинно-транзитивным. Мачай и Ширан позднее показали, что порядок автоморфизмов такого графа не превосходит 375.
В обобщённом определении графов Мура, где разрешается чётный обхват, графы с чётным обхватом соответствуют графам инцидентности (возможно вырожденных) обобщённых многоугольников. Несколько примеров — чётные циклы {\displaystyle C_{2n}}, полные двудольные графы {\displaystyle K_{n,n}} с обхватом четыре, граф Хивуда со степенью 3 и обхватом 6 и граф Татта — Коксетера со степенью 3 и обхватом 8. Известно), что все графы Мура, кроме перечисленных выше, должны иметь обхват 5, 6, 8 или 12. Случай чётного обхвата следует из теоремы Фейта-Хигмана о возможных значениях {\displaystyle n} для обобщённых n-угольников.